# Aris Thessaloníki
Athlitikos Syllogos Aris (Grekiska: Αθλητικός Σύλλογος Άρης), är en sportklubb i Grekland som fått namnet efter den grekiska krigsguden med samma namn (Sv. Ares).
AS Aris är en av de största grekiska idrottsklubbarna, med Thessaloniki som hemmaplan. Klubben har sektioner på proffsnivå inom fotboll (Aris FC), basket (BC Aris), volleyboll (Aris-volley), medan de andra sektionerna tillhör amatörorganisationen AS Aris Thessaloniki, som även ses som modern till alla sektioner till föreningen.

## Historia
Aris grundades som idrottsförening till Thessaloniki den 25 mars 1914 och var den första grekiska klubben som grundades efter stadens befrielse från den turkiska bördan. 
För att visa den grekiska karaktären i föreningen valde grundarna att den riktiga grunddagen ska vara den 25 mars, nationaldagen.

Grundarna var: Aggelou Jannis, Agorastos Lazaros, Vlachopoulos Lazaros, Kotrotsis Dimitris Kreis Petros, Kydonakis Minos, Kostidis Lazaros, Lamprou Giorgos, Karagiannidis Tilemachos, Papageorgiou Thanasis, Pliatsikas Jannis, Rossiadis * Roussos, Salousto Karolos, Tsiatsiapas Tasos och Kotsanos Prodromos.

## Fotboll

### Historik
Fotbollsektionen var föreningens första och grundades 1914, men 1:a världskriget och Mindre Asien-katastrofen tvingade Aris att spela sin första match i mars 1923 mot Megas Alexandros, en match som avbröts när Aris ledde med 5-0. Aris vann sitt första mästerskap i Thessaloniki, den lokala ligan, 1923, och upprepade bedriften 1924. Grundandet av Paok 1926 betydde de första hatkänslorna mot färgerna, eftersom även den nya klubben använde gul och svart färg i matchtröjan. Den 9 augusti 1925 spelades en match som snarare var en vadslagning, där vinnaren skulle få färgerna gult och svart i sitt emblem och matchtröja; den matchen slutade 5-2 till Aris och lokalkonkurrenten fick ge sig och byta från gult till vitt. Fram till grundandet av Nationella ligan 1959, hade Aris vunnit 14 lokala mästerskap (i Thessaloniki), 4 nordgrekiska mästerskap och 3 ligamästerskap där man vann över liknande vinnare av mästare i Athen och Pireus.
Samtidigt hade laget 4 medverkan i grekiska cupen, utan att lyckas vinna titeln.

#### Titlar
- 3 Grekiska Ligamästerskap: 1928, 1932, 1946

- 1 Grekisk Cup: 1970

#### Fotbollsprofiler i Aris genom tiderna
| - Nikos Aggelakis - Alekos Alexiadis - Giannis Venos - Kleanthis Vikelidis - Traianos Dellas - Vasilis Dimitriadis - Kostas Drambis - Giorgos Zindros - Leonidas Kambantais - Dinos Kouis - Savvas Kofidis - Takis Loukanidis - Dimitris Mavrogenidis - Dinos Ballis - Theodoros Pallas - Alketas Panagoulias - Giorgos Pantziaras | - Petros Passalis - Antonis Sapountzis - Giorgos Semertzidis - Nikos Tsiantakis - Giorgos Firos - Kostas Frantzeskos - Daniel Batista - Paulo Costa - Aggelos Charisteas - Nikos Christidis - Avraam Papadopoulos - Njogu Demba-Nyrén - Ulf Eriksson - Magnus Källander - Ole Schoboe - Arne Miller - Walter Wagner | - Christopher Sigurgeirsson - Patrick Valéry - Richard Knopper - Nordin Jbari - Gilbert Prilasnig - Ilija Ivić - Zoran Loncar - Oleg Veretenikof - Ljubisa Milojevic - Igor Gluscevic - Sandor Guydar | - Nasief Morris - Nagoli Kennedy - Joel Epalle - Salahedinne Bashir - Said Chiba - Talal El Karkouri - Ismael Ba - Zoel Epale - Said Chiba - Kennedy Nagoli - Carlos Flores - Mario Caceres |

#### Kända tränare genom tiderna
- Alketas Panagoulias
- Ilija Petkovic
- Charalampos Tennes
- Henry Michel
- Richard Tardy
- Giorgos Firos
- Ole Schoboe
- Nikos Anastopoulos
- Guillermo Angel Hoyos
- Quique Hernandez
- Dusan Bajevic
- Iomar Mazinho

### Aris i Europa
| Säsong    | Cup            | Omgång                     | Klubb                 | Land      | Resultat           |
| --------- | -------------- | -------------------------- | --------------------- | --------- | ------------------ |
| 1964-65   | Mässcupen      | Α΄                         | Roma                  | Italien   | 0-0, 0-3           |
| 1965-66   | Mässcupen      | Α΄                         | Köln                  | Tyskland  | 2-1, 0-2           |
| 1966-67   | Mässcupen      | Α΄                         | Juventus              | Italien   | 0-2, 0-5           |
| 1968-69   | Mässcupen      | Α΄                         | Hibernians            | Malta     | 1-0, 6-0           |
|           | Mässcupen      | Β΄                         | Ujpest                | Ungern    | 1-2, 1-9           |
| 1969-70   | Mässcupen      | Α΄                         | Cagliari              | Italien   | 1-1, 0-3           |
| 1970-71   | Cupvinnarcupen | Α΄                         | Chelsea               | England   | 1-1, 1-5           |
| 1974-75   | UEFA-cupen     | Α΄                         | Rapid Wien            | Österrike | 1-0, 1-3           |
| 1979-80   | UEFA-cupen     | Α΄                         | Benfica               | Portugal  | 3-1, 1-2           |
|           |                | Β΄                         | Perugia               | Italien   | 1-1, 3-0           |
|           |                | C΄                         | Saint-Étienne         | Frankrike | 3-3, 1-4           |
| 1980-81   | UEFA-cupen     | Α΄                         | Ipswich               | England   | 3-1, 1-5           |
| 1981-82   | UEFA-cupen     | Α΄                         | Sliema Wanderers      | Malta     | 4-0, 4-2           |
|           |                | Β΄                         | Lokeren               | Belgien   | 1-1, 0-4           |
| 1994-95   | UEFA-cupen     | Α΄                         | Hapoel Be'er Sheva    | Israel    | 3-1, 2-1           |
|           |                | Β΄                         | Katowice              | Polen     | 1-0, 0-1 (3-4 str) |
| 1999-00   | UEFA-cupen     | Α΄                         | Servette              | Schweiz   | 1-1, 2-1           |
|           |                | Β΄                         | Celta Vigo            | Spanien   | 2-2, 0-2           |
| 2003-04   | UEFA-cupen     | Α΄                         | FC Zimbru Chişinău    | Moldavien | 2-1, 1-1           |
|           |                | Β΄                         | Perugia               | Italien   | 1-1, 0-2           |
| 2004-05   | UEFA-cupen     | Α΄                         | Roma                  | Italien   | 0-0, 1-5           |
| 2007-08   | UEFA-cupen     | Α΄                         | Real Zaragoza         | Spanien   | 1-0, 1-2           |
|           |                | Gruppspel                  | Röda Stjärnan         | Serbien   | 3-0 (hemma)        |
|           |                | Gruppspel                  | Bolton Wanderers      | England   | 1-1 (borta)        |
|           |                | Gruppspel                  | Braga                 | Portugal  | 1-1 (hemma)        |
|           |                | Gruppspel                  | Bayern München        | Tyskland  | 0-6 (borta)        |
| 2008-09   | UEFA-cupen     | 2:a kvalificeringsomgången | Slaven Belupo         | Kroatien  | 1-0, 0-2           |
| 2010-2011 | Europa League  | 3:e kvalificeringsomgången | Jagiellonia Bialystok | Polen     | 1-2, 2-2           |
|           |                | Playoffs                   | Austria Wien          | Österrike | 1-0, 0-0           |
|           |                | Gruppspel Grupp B          | Atletico Madrid       | Spanien   |                    |
|           |                |                            | Rosenborg BK          | Norge     |                    |
|           |                |                            | Bayer Leverkusen      | Tyskland  |                    |
|           |                |                            |                       |           |                    |

## Basket

### Historik
Basket sektionen grundades 1922 men spelade sin första officiella match november 1925, vann mot H.A.N.TH med 18-12 och blev mästare i Thessaloniki 1926 och senare även 1927, 1928, 1929 och 1930 som man även vann sin första Nationella mästartitel. 
Det följde en lång period utan några framgångar för klubben, tills de vinner mästerskapet i Thessaloniki igen Därefter följde en stadig period med andraplatser, tredjeplatser och fjärdeplatser i grekiska ligamästerskapet, fram till 1979. Där vinner klubben sin andra mästartitel och det betyder bara början på sin guldera, från 1979 och de följande 14 åren, kommer 9 ligatitlar, 6 cupvinster, 1 Saporta Cup, och 3 Final Four-platser (1988, 1989, 1990), men framförallt den stora dominansen av Galis, Giannakis och tränaren Ioannidis.
Kommande åren efter 1993, vann laget 4 titlar till, 2 grekiska cupvinster (1998, 2004), 1 Korac Cup (1997), och 1 EuroCup Challenge (2003), på så sätt har klubben uppnått 21 titlar och tillsätter en andra stjärna på lagets matcställ.

#### Titlar
- 1 EuroCup Challenge FIBA: 2003
- 1 Cupvinnarcupen: 1993
- 1 Korac cup: 1997
- 10 ligamästerskap: 1930, 1979, 1983, 1985, 1986, 1987, 1988, 1989, 1990, 1991
- 8 grekiska cuptitlar 1985, 1987, 1988, 1989, 1990, 1992, 1998, 2004

#### Basketprofiler i Aris genom tiderna
| - Nikos Galis - Panagiotis Giannakis - Periklis Tahmatzidis - Nikos Filipou - Michalis Romanidis - Vassilis Lypiridis - Charis Papageorgiou - Lefteris Slobodan Subotic - Panagiotis Liadelis - Giorgos Sigalas - Michalis Misunof - Dinos Aggelidis - Jiannis Sioutis - Sofoklis Schorsianitis - Giorgos Kalaitzis - Spyros Panteliadis - Nestoras Kommatos - Tzanis Stavrakopoulos - Giorgos Kalaitzis | - Roy Tarpley - Michael Jones - JJ Andersson - Walter Berry - Edgar Jones - Charles Shuckleford - Willy Solomon - Ryan Stack - Sam Vincent - Sean Higgins - Joe Arlauckas - Mike Wilkinson - Jeremiah Massey - Alex Scales - William "Smush" Parker - Bracey Wright - Reyshawn Terry - Darius Washington | - Terrell Castle - Greg Wiltjer - Stojian Vrankovic - Zarko Paspalje - Miroslav Petsarsky - José Picculin Ortiz - Hanno Möttölä - Antti Nikkilä - Nikolai Padius - Fedor Likholitov - Mikhail Mikhailov - Simonas Serapinas - Vladimir Boisa |

#### Tränare genom tiderna
- Giannis Ioannidis 1979-1990
- Michalis Kyritsis1991
- Svikha Sherf 1993
- Lefteris Slobodan Subotic1997
- Soulis Markopoulos
- Vaggelis Alexandris 2002-2003
- Charles Barton2003-2005
- Ilias Zouros 2005
- Andrea Mazzon 2005-2007
- Gordon Herbert 2007-2008
- Andrea Mazzon 2008-

## A.S Aris
A.S Aris (Athlitikos Syllogos Aris) är amatörorganisationen inom klubben.
Inom denna organisation ingår resten av lagen inom Aris, dvs. alla andra sporter förutom fotbollslaget och basketlaget.
Denna organisation täcker alla kostnader för alla lag och alla sektioner.
Styrelsen består av:
- Nikolaos Papadopoulos Ordförande
- Anastasios Desypris Viceordförande - Ekonomichef
- Panagiotis Alexandridis Viceordförande - Organisationsansvarig - Intendent för damvolley
- Eleftherios Arvanitidis Sekreterare - Representant för B.C (basketherrlaget)
- Fotis Tsifontidis Generellansvarig för alla lag
- Vassilis Babis Sektorsekreterare - ungdomsverksamhet i fotboll
- Konstantinos Kourakos Pressansvarig - Intendet för korfball, softball och damhandboll
- Giorgos Spanopoulos Intendent för brottning
- Theodoros Emanouilidis Rättsliga frågor
- Themistoklis Bekiaris Representant för F.C (fotbollslaget)
- Giorgos Andreadis Generellansvarig i handboll
- Andreas Dimarelis Ansvarig för boxning
- Ioannis Chitzios Ungdomsansvarig i volley
- Anastasios Soltasidis Medlem
- Ioannis Papadopoulos Medlem
- http://www.arisac.gr/

### Volleyboll
Aris var det första laget att sätta stopp för Olympiakos och Panathinaikos dominans i volleybollen. Laget vann den grekiska mästartiteln 1997 efter finalspel mot Olympiakos. Mästarlaget coachat av Kostas Charitonidis, som på den tiden var den bästa i klubbens historia, bestod av storspelare som Ganev, Kostandinov, Alexnadropoulos, Papakosmas, Melkas, Mitroudis, Chatziantoniou.
Laget var med på toppen och slogs flera år för mästartiteln och möttes med stor respekt av motståndarna.
Aris har stor medverkan i Grekiska Cupen såväl, där har 6 deltaganden i final. 5 gånger stod Olympiakos för motståndet och 1 gång Iraklis, men Aris misslyckades alla gånger. Däremot tog man revansch genom att vinna Supercupen 1997. Följande säsong deltog Aris i Champions League, som gjorde en anmärkningsvärd insats samt en oförglömlig vinst med 3-0 över Europamästarna Modena.
Laget hade en svart period under 2003-2004 till 2005-2006 då man fick spela i grekiska andra divisionen efter nedflyttning våren 2004. Laget tog sig starkt tillbaka år 2006 efter att föregående år presterat svagt och hamnat i mitten av tabellen samt ingen uppflyttning. Nästa år tog sig alla samman och tog revansch och förde laget tillbaka till A1, första divisionen. Hittills har volleybollaget varit en stark kandidat bland de 6 första och har varit med i övre halvan av tabellen.
Hösten 2009 fick laget möjligheten att anordna Final Four för den prestigefyllda Balkancupen. Aris vann i sin semifinal över bosniska Napredak Odzak med klara 3-0 men föll i finalen efter dramatiska 2-3 mot turkiska Fenerbahce.
- 1 Grekisk ligatitel1997
- 1 Grekisk Super Cup 1998
- 6 gånger finalist i Grekiska Cupen: 1989, 1992, 1994, 1997, 1998, 2002
- Finalist i Balkancupen: 2009

#### Herrar

##### Spelare genom tiderna
- Plamen Kostandinov
- Andrej Kravarik
- Giannis Nanga
- Kostas Prousalis
- Evan Patak
- Branko Roljic
- Gabriel Radic
- Nenad Simeunovic
- Jorje Gonzalez
- Antti Siltala
- Jukka Lehtonen
- Mauricio Castellano

### Vattenpolo
Vattenpoloklubben är den fjärde mest framgångsrika i Grekland och vann mästerskapen 1928, 1929, 1930 och 1932.

### Baseboll
Aris Baseboll grundades 2002 och är den enda elitlaget i Makedonska länen i Norra Grekland, samt en av de mest betydelsefulla klubbarna i Grekland. Redan i deras första säsong i det Grekiska Baseboll Ligan, slogs laget om topplaceringarna och kom på tredje plats, med följderna att spela i de internationella cuperna nästa säsong, Nyligen deltog laget i European CEB Cup.

#### Spelare
- Srdjan Milosavljevic

- Angelo Vadasis

- Apostolos Papaeuthimiou

- Tzortzis Markou

- Christos Testempasis

- Vasilis Dalakouras

- Dimitris Gazis

- Kostas Chatzimilioudis

- Jake Chamonikolas

- Andreas Kargakos

- Nikos Tsipouridis

- Spyros Krithis

- Laszlo Horvath

- Alex Tichenor